# Hubert Léonard
Hubert Léonard, född den 7 april 1819 nära Liège, död den 6 maj 1890 i Paris, var en belgisk violinist.
Léonard kom 1836 till Pariskonservatoriet som Habenecks elev och fick därjämte anställning i teaterorkestrar, bland annat vid Stora operan. Efter 1841 gjorde han konsertresor (till Sverige 1847, 1851 och 1859). År 1848 blev han violinprofessor efter de Bériot vid Bryssels konservatorium, men var från 1867 bosatt i Paris som högt ansedd och eftersökt privatlärare. 
Han utgav Gymnastique du violiniste, 24 études classiques, violinskolan École Léonard, L'ancienne école italienne, Le violon au point de vue de l'orchestration med flera instruktiva arbeten, dessutom en mängd kompositioner för violin, bland annat fem konserter, med mera.  
Léonard gifte sig 1851 med Antonia Sitcher de Mendi, en framstående sångerska, som deltog i hans konsertresor.